# 新幹線の車両形式

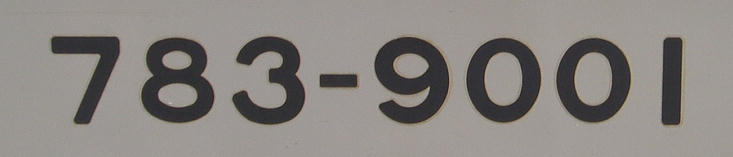
N700系（783形9000番台）

新幹線の車両形式（しんかんせんのしゃりょうけいしき）では、新幹線電車の形式番号の付番法則について記す。
新幹線の車両形式は、JR（及び旧国鉄）の他の車輛とは異なり、数字のみの 形式番号（3桁）-製造番号（1 - 4桁）という形態である。なお、東日本旅客鉄道（JR東日本）の車両については、E1系以降は形式数字の前に、JR東日本の車両を示す符号としてE（Eastの頭文字）を冠している。また、西日本旅客鉄道（JR西日本）の車両のうち北陸新幹線用の車両のみ、JR西日本の車両を示す符号としてW（Westの頭文字）を冠しており、北海道新幹線用の車両のうち北海道旅客鉄道（JR北海道）の車両のみ、JR北海道の車両を示す符号としてH（Hokkaidoの頭文字）を冠している。

## 形式番号
| A  | B | C | - | XXXX |
| -- | - | - | - | ---- |
|    | 2 | 1 | - | 51   |
| 7  | 8 | 3 | - | 3001 |
| E4 | 4 | 4 | - | 1    |
| W7 | 1 | 4 | - | 501  |

A：系列
- 系列名の百位を付番する。百位の数字がない0系では省略される。
  - 高速試験車など営業用以外の車両には「9」を用いる（9以下の桁の詳細は事業用車両を参照。500系900番台（WIN350）のような例外がある）。
  - JR東日本になってから開発した系列（400系を除く）については、「E」を含めた系列名を用いる。
  - N700系・N700S系では、系列名の「N」は省略する。
  - 東海道・山陽新幹線では現在のところ奇数のみを用いている（0系は百位の数字がないため例外）。
  - 北陸新幹線用の車両のうち、JR西日本所有のW7系のみ「W」を含めた系列名を用いる。
  - 北海道新幹線用の車両のうち、JR北海道所有のH5系のみ「H」を含めた系列名を用いる。

符号なし…0系
1…100系
2…200系
3…300系
4…400系
5…500系
6…空き番（E1系が600系として使用する予定であった）
7…700系・N700系・N700S系
8…800系[注釈 1]

9…事業用車両
E1…E1系
E2…E2系
E3…E3系
E4…E4系
E5…E5系
H5…H5系
E6…E6系
E7…E7系
W7…W7系
E8…E8系

E9…事業用車両（JR東日本のみ）

B：用途
- 1…グリーン車、平屋グリーン・普通合造車（200系G編成）、グランクラス（E5系・H5系・E7系・W7系）
2…普通車
3…食堂車（0系）、普通・ビュフェ合造車（0系・200系）、平屋グリーン車（N700S系）[1]
4…2階建てグリーン車（100系X編成・G編成・200系H編成）、2階建てグリーン・カフェテリア合造車（100系G編成・200系H編成）、2階建てグリーン・普通合造車（E1系・E4系）、平屋普通車（N700S系）[1]
5…2階建て普通車（E1系・E4系）
6…2階建て食堂車（100系X編成・V編成）、グリーン・普通合造車（N700系S編成・R編成）
7…2階建てグリーン・普通合造車（100系V編成）、グリーン車（N700系）
8…普通車（N700系）
  - 2階建てグリーン車は2階がグリーン席、1階がグリーン個室（1 - 3人用）になっている。
  - 2階建てグリーン・カフェテリア合造車は2階がグリーン席、1階がカフェテリア（売店）になっている。
  - 2階建てグリーン・普通合造車は2階がグリーン席、1階が普通席になっている。
  - 2階建て食堂車は2階が食堂、1階が通路と厨房・売店になっている。

C：車両区分
- 1…制御電動車（博多方（東海道・山陽新幹線基準[注釈 2][注釈 3]、以下同様））
2…制御電動車（東京方[注釈 4]。）
3…制御車（博多方[注釈 2]）
4…制御車（東京方[注釈 4]）
5 - 7…中間電動車
8…付随車、中間電動車（500系、N700系S編成）
9…付随車

XXXX：製造番号
- - 基本的には形式ごとに、製造された順に1番から付番される。
  - ただし、形式によっては十位・百位・千位で番台区分されている場合がある[注釈 5]。

## 事業用車両
| A  | B | C | - | XXXX |
| -- | - | - | - | ---- |
| 9  | 1 | 1 | - | 1    |
| E9 | 2 | 6 | - | 1    |

このうち、Aには事業用車両を表す「9」・「E9」を用い、Bは車種を、Cは車種内での分類を表し、Xは製造番号を表す。
- 車種
1…ディーゼル機関車
2…試験車（軌道・電気系統）
3…工事用車
4…救援車
5…高速試験用試作車
6…東北・上越新幹線開業用試作車

- 車種内での分類
  - 1.ディーゼル機関車

1…大形
2…小形
  - 2.試験車

1…軌道検測車
2…電気検測車（東海道・山陽新幹線用）
3…電気・軌道検測車（東海道・山陽新幹線用）（3は東海道新幹線開業時にはレール探傷車に用いられていた）
5…電気検測車（東北・上越新幹線用）
6…電気・軌道検測車（JR東日本用）
  - 3.工事用車

1…ホッパ車
2…軌きょう敷設車
3…レール研削車
4…分岐器運搬車
5…保守用車の救援車・工事用貨車の緩急車
6…積雪対応の散水タンク車
7…自動散布ホッパ車
8…道床交換車
9…ロングレール輸送更換車（ロングレール輸送車・工事用宿泊車）
  - 4.救援車

1…救援電車
2…救援貨車

- 製造番号
  - 基本的には形式ごとに、製造された順に1番から付番される。
  - ドクターイエローや高速試験用試作車のように編成として登場した場合、（他形式（921形）が組み込まれる場合はその車両を除いた）号車番号と同じ数字が割当てられる。
  - その後、同一の編成が製造された場合は、桁を繰り上げて下1桁には同じ数字が割当てられる（例：922-11・922-21、923-1・923-3001、925-1・925-11等）
  - 軌道検測車の921形の場合は、ドクターイエロー（922形・925形）に組み込まれるようになってからは編成として登場した車両と同じように、桁を繰り上げて下1桁には同じ数字が付番されていた[注釈 6]。また現在使用されているE926形（East i）の軌道検測車2両（E926-3・13）も同様[注釈 7]に付番されている。

- ドクターイエローや高速運転試験車の場合、先頭車も中間車も同一形式として扱われる。

## 開業前の車両形式
- 1000形…新幹線試作電車（→941形（A編成）・922形0番台（B編成）に改造および改番）
- 2000形…機関車（→912形に改番）（国鉄DD13形ディーゼル機関車をベースに標準軌化などの改造を加えたもの）
- 3000形…貨車（→931形に改番）（国鉄ホキ800形貨車をベースに標準軌化などの改造を加えたもの）
- 4000形…高速軌道試験車（→921形0番台に改番）
- 5000形…特殊車（軌框（きょう）敷設車（→932形）など）